# Gesetz zum Schutz der mazedonischen nationalen Ehre

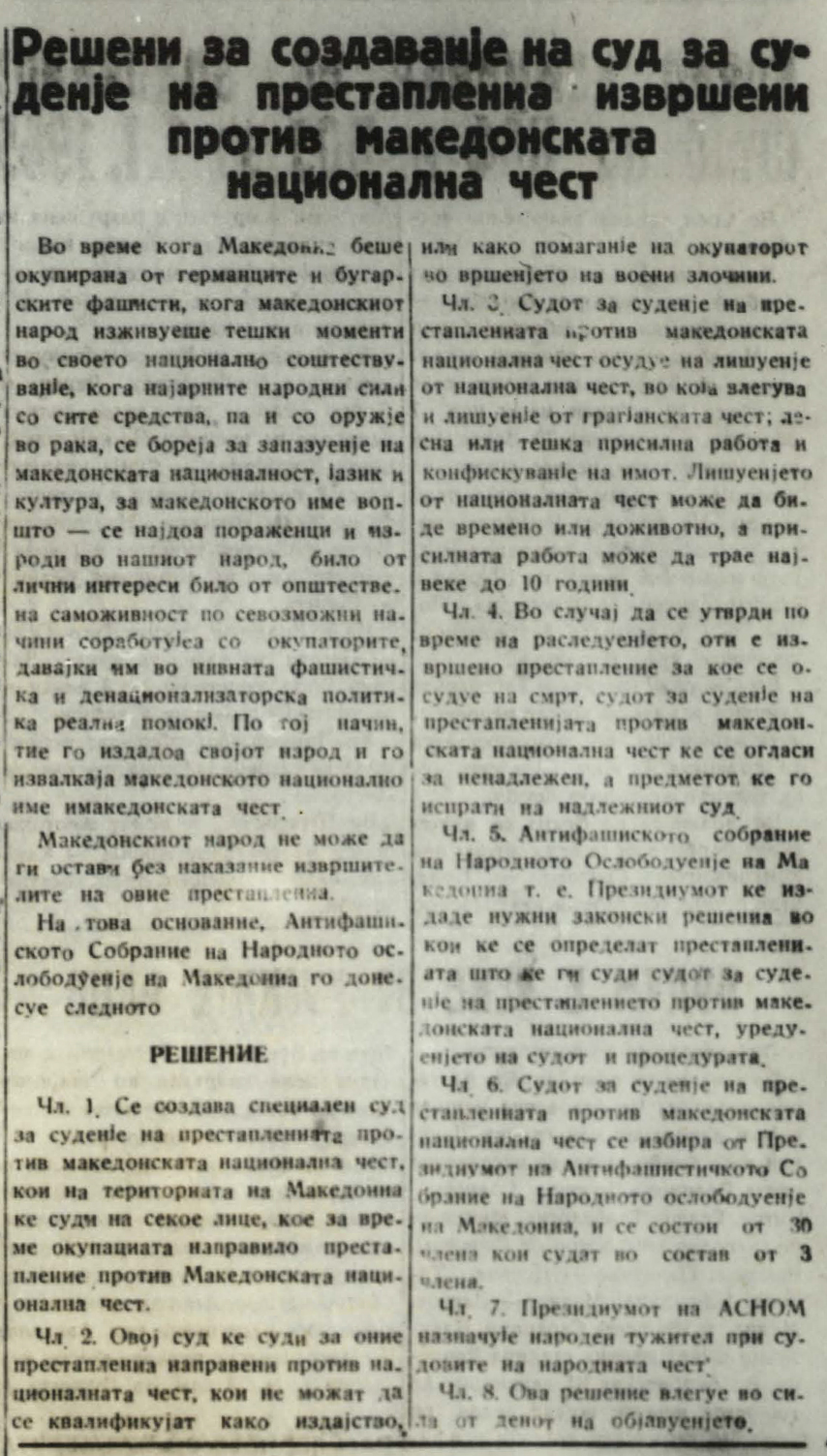
Statut des Gerichts, veröffentlicht in der Zeitung Nova Makedonija, Nr. 28, vom 3. Januar 1945

Das Gesetz zum Schutz der mazedonischen nationalen Ehre (mazedonisch Закон за заштита на македонската национална чест) war ein Ende 1944 von der Regierung der Sozialistischen Republik Mazedonien (kurz SR Mazedonien) verabschiedetes Gesetz. Das Präsidium der Antifaschistischen Versammlung für die Nationale Befreiung Mazedoniens (ASNOM) richtete ein Sondergericht zur Durchführung dieses Gesetzes ein, das am 3. Januar 1945 in Kraft trat. Dieser Beschluss wurde auf der zweiten Sitzung dieser Versammlung vom 28. bis 31. Dezember 1944 gefasst. Dem Gesetz folgten die Ereignisse um das Blutige Weihnachten (1945).
Das Tribunal sollte die Kollaborateure der bulgarischen Besatzer, die den mazedonischen Nationalnamen und die mazedonische Nationalehre niedergelegt haben, verurteilen. Diese Maßnahmen gelten als Teil des Versuchs, eine ethnische und politische mazedonische Identität vom benachbarten Bulgarien und der historischen bulgarischen Gemeinschaft des Osmanischen Reiches zu unterscheiden, zu der beide gehörten. Zudem beschleunigte dieses Gesetz den Prozess der Nationenbildung im damaligen jugoslawischen Mazedonien.

## Geschichte

### Hintergrund
Im Zweiten Weltkrieg wurde die Vardarska banovina nach dem Jugoslawischen Putsch vom März 1941 und den darauffolgenden Balkanfeldzug durch die Wehrmacht und italienische Truppen besetzt. Bei den anschließenden Wiener Verhandlungen (20.-22, April 1941) erfolgte die Aufteilung des Königreichs Jugoslawiens nach den Vorstellungen Adolf Hitler. Er ordnete die Überlassung der Verwaltung großer Teile Makedoniens an Bulgarien, das Gebiet um die Gebirge Šar Planina und Jablanica im Westen wurde dem italienischen, seit 1943 deutschen Protektorat Großalbanien zugeschlagen und ein kleiner Teil war direkt von deutschen Truppen besetzt. Auf Basis der Klodius-Popow-Vereinbarung überquerten bulgarischen Truppen erst ab Ende April die Grenze, unterstanden jedoch vor Ort der Befehle der Wehrmacht (sieh z. B. Heeresgruppe E). Die Bulgaren wurden von den meisten Einheimischen als Befreier von der serbischen Herrschaft begrüßt und feierlich empfangen, da damals die probulgarischen Gefühle dominierten. Nachdem Bulgarien sich auf die Seite der Achsenmächte gestellt hatte, verlor es den Krieg, und die letzten bulgarischen Truppen zogen sich im November 1944 aus der Region zurück. Am Ende des Zweiten Weltkriegs waren im jugoslawischen Mazedonien die mazedonischen Nationalgefühle bereits reif, obwohl es nicht klar ist, inwieweit sich die mazedonischen Slawen von den Bulgaren unterscheiden. Um die verbliebenen bulgarophilen Gefühle auszulöschen, ergriffen die neuen kommunistischen Behörden schwere Maßnahmen und Repressalien. Die Aufgabe bestand auch darin, alle Organisationen aufzulösen, die sich der Jugoslawien-Idee widersetzten.

### Zweck
Der Zweck des Gesetzes bestand darin, die neue mazedonische Nation von Bulgarien zu unterscheiden, da die Differenzierung von Bulgaren als Bestätigung dafür angesehen wurde, dass die Mazedonier eine separate ethnische Gemeinschaft waren. Im jugoslawischen Mazedonien war es den Einheimischen verboten, die bulgarische Identität offen zu verkünden. Ebenso wurde die Verwendung der bulgarischen Standardsprache verboten. Laut Dejan Djokić war es erst nach 1944 in der Region Strumica erlaubt, sich zur bulgarischen Identität zu bekennen. Das Gebiet um Strumica war Teil der sogenannten bulgarischen Westgebiete, die bis 1919 zu Bulgarien gehörten. Allerdings durften sich laut Georgi Fotew nur Migranten aus dem serbischen Teil der Westgebiete als Bulgaren erklären. In der Zeit zwischen 1945 und 1991, als Nordmazedonien zu Jugoslawien gehörte, gab es eine Migration der bulgarischen Bevölkerung aus der SR Serbien in die SR Mazedonien, die nach inoffiziellen Schätzungen auf 20.000 betrug.

### Implementierung und Funktion
Am 3. Januar 1945 veröffentlichte die offizielle kommunistische Zeitung Nova Makedonija das neu verabschiedete Gesetz über den Prozess der Verbrechen gegen die mazedonische Nationalehre. Das Gesetz sah eine Reihe von Sanktionen vor: Entzug der bürgerlichen Rechte, Freiheitsstrafe mit Zwangsarbeit, Einziehung von Eigentum und in Fällen, in denen die Angeklagten zum Tode verurteilt werden könnten, war vorgesehen, sie an einen "zuständiges Gericht". Das Gesetz gilt auch für Gebiete, die von Italien und Albanien besetzt wurden. Das Gesetz ist ein Präzedenzfall in der europäischen Rechtsgeschichte, da eine solche Gesetzgebung auch in der Volksrepublik Slowenien, die während des Krieges einer erzwungenen Italianisierung und Germanisierung unterzogen wurde, nicht erlassen wurde. Auch die mazedonischen Serben wurden nicht vor Gericht gestellt, obwohl einige von ihnen mit den Achsenmächten kooperierten. Führer der mazedonischen Kommunistischen Partei, die sich in der einen oder anderen Kriegsperiode als Bulgaren erklärten, wie Lazar Koliševski, Mihajlo Apostolski, Blaže Koneski, Lazar Mojsov und andere wurden nicht strafrechtlich verfolgt.

### Auswirkung
Das Gesetz ermöglichte die Verurteilung jugoslawischer Bürger aus der SR Mazedonien wegen der Zusammenarbeit mit den bulgarischen Behörden im Zweiten Weltkrieg, die das mazedonische Territorium des Königreichs Jugoslawien als eine der Achsenmächte besetzt hatten, wegen probulgarischer Sympathien und wegen der Ablehnung der neuen mazedonischen Nationenbildung.
Dies wurde als Anfechtung des Status Mazedoniens als Teil der neukommunistischen Sozialistischen Föderativen Republik Jugoslawien und als Kampf für die von der Inneren Mazedonischen Revolutionären Organisation (IMRO) angestrebte Konzeption eines unabhängigen Mazedoniens angesehen. Etwa 100.000 probulgarische Mazedonier wurden wegen Gesetzesverstößen inhaftiert und Anfang 1945 über 1.260 von ihnen getötet. Dabei handelte es sich eher um öffentlichkeitswirksame Schauprozesse, als der Gerechtigkeit verpflichtete Gerichtsverfahren, wie etwa die Kriegsverbrecherprozesse nach dem Zweiten Weltkrieg. Während gelegentlich in dem gesamten Zeitraum vom Inkrafttreten bis zur Abschaffung des Gesetzes weiterhin Schauprozesse durchgeführt wurden, fand der Großteil von ihnen in den späten 1940er-Jahren statt. Das Gesetz beeinflusste neue Generationen dazu, mit starken antibulgarischen Gefühlen aufzuwachsen, die sich auf die Ebene der Staatspolitik ausbreiteten. Einige Opfer waren Aktivisten, die versuchten, die Idee eines unabhängigen Mazedoniens, möglicherweise beeinflusst von bulgarophilen Neigungen, auf von der jugoslawischen unterschiedliche Weise zu verwirklichen. Dazu gehörten Metodija Andonov-Čento, Spiro Kitintschew, Dimitar Gjuzelow und Dimitar Tschkatrow.

### Neuzeit
Aufgrund der uneinheitlichen und verwirrenden rechtlichen Regelung dieses Gesetzes ist bis zu seinem Inkrafttreten nicht ganz klar, wie lange es wirklich in Kraft war. Obwohl einige Forscher glauben, dass es bis 1991 in Kraft blieb, als das heutige Nordmazedonien die Unabhängigkeit vom ehemaligen Jugoslawien erlangte, einer juristischen Analyse mazedonischer Nichtregierungsaktivisten zufolge ist es viel wahrscheinlicher, dass es im Februar 1948 abgeschafft wurde. Dieses Volk, das an seiner bulgarischen Identität festhielt, stieß bei den Behörden und der übrigen Bevölkerung auf große Feindseligkeit. Durch die starken Repressionen in der Zeit des Kalten Kriegs und den während Titos Regierungszeit verbreiteten behördlichen Hass wurden antibulgarische Ressentiments ein wichtiger Bestandteil des mazedonischen Nationalismus.  Auf diese Weise ist im Laufe der Zeit die bulgarische Komponente der ethnischen Identität der slawischsprachigen Bevölkerung in Vardar-Mazedonien verschwunden. Laut dem bulgarischen Europaabgeordneten Andrej Kowatschew ist es ein Schlag gegen das Konzept einer mazedonischen Nation, ein Bulgare in Nordmazedonien zu sein. Seiner Meinung nach herrscht immer noch Schweigen über eine Reihe von antibulgarischen historischen Ereignissen, einschließlich dieses Gesetzes.